# The Man in the Gray Flannel Suit
The Man in the Gray Flannel Suit is een Amerikaanse oorlogsdramafilm uit 1956 onder regie van Nunnally Johnson. De film is gebaseerd op de gelijknamige roman van Sloan Wilson en werd opgenomen in CinemaScope. Destijds werd de film, met in de hoofdrollen Gregory Peck en Jennifer Jones, in Nederland uitgebracht onder de titel De man in het donkergrijze pak.

## Verhaal
Tom en Betsy Rath zijn een getrouwd stel met drie kinderen die in de suburbs van Westport (Connecticut) wonen. De 33-jarige Tom heeft ernstige trauma's overgehouden aan zijn dienst in  het Amerikaans leger ten tijde van de Tweede Wereldoorlog. Als paratrooper vermoordde hij eigenhandig zeventien soldaten. Bovendien hield hij er een buitenechtelijke affaire op na met Maria Montagne, een pittige Italiaanse die hij zwanger achterliet om terug te keren naar zijn familie in de Verenigde Staten.
In 1955 is de familie Rath in milde geldproblemen terechtgekomen. Betsy vindt dat Toms baan bij een liefdadigheidsbedrijf niet goed genoeg betaalt en moedigt hem aan om op sollicitatiegesprek te gaan bij een televisienetwerk in New York. Tom wordt door directeur Ralph Hopkins aangesteld bij public relations, maar heeft weinig enthousiasme voor zijn baan. Hij werkt desalniettemin zeer hard om zijn familie te onderhouden, maar zijn relatie met zijn vrouw verslechtert. Hij is getuige van Ralphs zeer slechte huwelijk met Helen en merkt op dat Ralph bovendien vervreemd is van zijn achttienjarige dochter Susan.
Op een dag ontvangt Tom een brief van Maria, waarin ze vraagt om een financiële bijdrage voor hun zoon. Hij besluit om de brief te delen met Betsy, die in een emotionele confrontatie benadrukt hoe ze altijd achter hem stond ondanks zijn afwezige mentaliteit. Na een zenuwinzinking verlaat ze het huis en raakt verzeild bij een auto-ongeluk. Tom realiseert zich op dat moment hoe zijn baan te veel druk op hem uitoefent en laat de positie aan zich voorbij schieten om meer tijd te kunnen doorbrengen met zijn vrouw en kinderen.

## Rolverdeling
| Acteur           | Personage            |
| ---------------- | -------------------- |
| Gregory Peck     | Tom Rath             |
| Jennifer Jones   | Betsy Rath           |
| Fredric March    | Ralph Hopkins        |
| Marisa Pavan     | Maria Montagne       |
| Lee J. Cobb      | Rechter Bernstein    |
| Ann Harding      | Helen Hopkins        |
| Keenan Wynn      | Sgt. Caesar Gardella |
| Gene Lockhart    | Bill Hawthorne       |
| Gigi Perreau     | Susan Hopkins        |
| Portland Mason   | Janey Rath           |
| Arthur O'Connell | Gordon Walker        |
| Henry Daniell    | Bill Ogden           |
| Connie Gilchrist | Mevrouw Manter       |
| Joseph Sweeney   | Edward M. Schultz    |
| Sandy Descher    | Barbara Rath         |

## Productie
Schrijver Sloan Wilson hoopte dat Montgomery Clift in de hoofdrol zou worden gecast, maar de rol ging naar Gregory Peck. Ter voorbereiding bezocht Peck enkele reclamebedrijven, het televisienetwerk NBC, reisde met dezelfde trein als zijn personage en las het boek van Wilson aandachtig.
Actrice Eva Marie Saint vertelde in een interview dat ze het scenario bewonderde, maar ze weigerde de vrouwelijke hoofdrol ten gunste van een langdurige vakantie. De rol ging nadien naar Jennifer Jones, die klaagde over de omvang van haar rol en succesvol eiste dat deze werd vergroot.
De film werd op locatie in New York en Westport (Connecticut) opgenomen.

## Ontvangst
Het verhaal en de titel stond destijds symbool voor conformisme in de zakenwereld van de Amerikaanse middenklasse en diende in recentere tijden als invloed voor de televisieserie Mad Men. De film werd destijds matig ontvangen door critici, die klaagden over een afwezigheid van de spirit die wel te vinden was in de roman. Recensent van The New York Times was het hier niet mee eens en schreef dat de film een verbetering is ten opzichte van het boek.
In Nederland kreeg de film ook gemengde reacties. Recensent van De Telegraaf bewonderde de scènes in de zakenwereld, maar klaagde over "de rol van Jennifer Jones, die voortdurend schreeuwt, huilt en kwaad is, alsof zij op het toneel en niet voor de filmcamera staat. [...] De man in het donkergrijze pak [doet] tamelijk verward [aan], met zijn weinige lang uitgesponnen scènes, die te weinig onderling verband hebben om een eenheid van de film te maken."